# Gyltvikmoen
Gyltvikmoen est une localité du comté de Nordland, en Norvège.

## Géographie
Administrativement, Gyltvikmoen fait partie de la kommune de Sørfold.